# Паляничинцы
Паляни́чинцы (укр. Паляничинці) — село, входит в Фастовский район Киевской области Украины.
Население по переписи 2001 года составляло 692 человека. Почтовый индекс — 08542. Телефонный код — 4565. Занимает площадь 3,03 км². Код КОАТУУ — 3224985101.